# Йилек, Методей
Методей Йилек (чеш. Metoděj Jílek; род. 17 июля 2006 года) — чешский конькобежец, бронзовый призёр чемпионата мира 2025 года на дистанции 10 000 метров, рекордсмен мира среди юниоров на дистанциях 5000 и 10 000 метров. Тренируется в группе у Калона Доббина, брата новозеландского конькобежца Шейна Доббина. На соревнованиях ему ассистирует тренер Мартины Сабликовой Петр Новак. 

## Спортивная биография
Методей Йилек дебютировал в сезоне 2021/2022. 10 февраля 2023 года состоялся его дебют на юниорском чемпионате мира. В сезоне 2023/2024 в октябре месяце установил два национальных юниорских рекорда на дистанциях 3000 и 5000 метров. 3 декабря 2023 года Йилек улучшил национальный рекорд на дистанции 1500 метров в Коллальбо, установленный Миланом Сабликом 11 декабря 2009 года. Во время чемпионата мира среди юниоров 2024 года в Хатинохе Йилек занял второе место на дистанции 5000 метров и улучшил национальный рекорд.
В сезоне 2024/2025 Йилек во время международных соревнований 26 октября установил мировой рекорд для юниоров на дистанции 10 километров, улучшив прежний рекорд Сигурда Хенриксена с 13.02,53 до 12.46,56. Но, в отличие от Йилека, Хендриксен установил рекорд в официальной гонке. На первом этапе Кубка мира в Нагано 23 ноября 2024 года Йилек убедительно победил в группе B на дистанции 5000 метров, а 30 ноября 2024 года перейдя в дивизион А, он занял пятое место и установил новый мировой рекорд для юниоров на 5000 метров с результатом 6.12,99.
25 января 2025 года на 3-м этапе Кубка мира установил рекорд для юниоров на дистанции 10 000 метров 12.37,81, уступив только установившему мировой рекорд итальянцу Давиду Гьотто. На чемпионате мира среди юниоров в феврале 2025 года в Коллальбо впервые стартовал на всех 4 дистанциях многоборья. Победил на 5000 м и стал вторым по сумме. Также он победил в масс-старте.
16 марта 2025 года на чемпионате мира стал бронзовым призёром на дистанции 10 000 метров.

## Спортивные достижения
| Год  | Чемпионат мира среди юниоров                  |
| ---- | --------------------------------------------- |
| 2023 | 20e 5000 м 13e масс-старт 10e командная гонка |
| 2024 | 4e 1500 м · 5000 м · 15e масс-старт           |
| 2025 | · (26-е, , 5-е, ) · масс-старт                |

- (500 м, 1500 м, 1000 м, 5000 м)

### Мировые рекорды
| Номер. | Дистанция      | Время    | Дата            | Каток   |
| ------ | -------------- | -------- | --------------- | ------- |
| 1.     | 10 000 метров* | 12.46,56 | 26 октября 2024 | Инцелль |
| 2.     | 5000 метров    | 6.12,99  | 30 ноября 2024  | Пекин   |
| 3.     | 10 000 метров* | 12.37,81 | 25 января 2025  | Калгари |

* не на официальной дистанции для юниоров